# ابن التركماني
أبو الحسن علاء الدين علي بن عثمان بن إبراهيم بن مصطفى المارديني (683 هـ - 750 هـ / 1284 - 1349م) الشهير بابن التركماني. عالم وأصولي وفقيه حنفي، وهو أيضًا من علماء الحديث واللغة. سكن واستقر في مصر. له كتب كثيرة منها: المنتخب: في علوم الحديث، وكتاب المؤتلف والمختلف، وكتاب الضعفاء والمتروكين، وكتاب بهجة الأريب: في غريب القرآن، وكتاب الجواهر النقي في الرد على البيهقي، وكتاب تخريج أحاديث الهداية.
من بين طلابه زين الدين العراقي.